# William Montgomery Watt
William Montgomery Watt (14 de marzo de 1909 - 24 de octubre de 2006) fue un historiador escocés, un profesor emérito de Estudios Árabes e Islámicos de la Universidad de Edimburgo. Watt fue uno de los más importantes no musulmanes intérpretes del Islam en Occidente, era un erudito muy influyente en el campo de estudios islámicos y un nombre muy respetado por muchos musulmanes en todo el mundo.

## Biografía
Watt, cuyo padre murió cuando él tenía sólo 14 meses de edad, nació en Ceres, Fife, Escocia Watt fue un sacerdote de la Iglesia Episcopal Escocesa, y era especialista en árabe para el obispo anglicano de Jerusalén de 1943 a 1946. 
Se convirtió en un miembro de la ecuménica Comunidad de Iona, en Escocia en 1960. Fue profesor de Estudios Árabes e Islámicos de la Universidad de Edimburgo, desde 1964 hasta 1979.
La prensa islámica le han llamado el último orientalista. Murió en Edimburgo el 24 de octubre de 2006 a la edad de 97.